# District de Sarandë

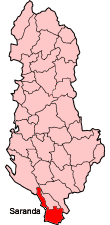

Le district de Sarandë est un des 36 districts albanais. Il a une superficie de 730 km2 et compte 45 000 habitants. Sa capitale est Sarandë et il dépend de la préfecture de Vlorë.
Le district est mitoyen des districts albanais de Gjirokastër et Delvinë, il a aussi une façade sur la mer Adriatique et une frontière commune avec la Grèce.

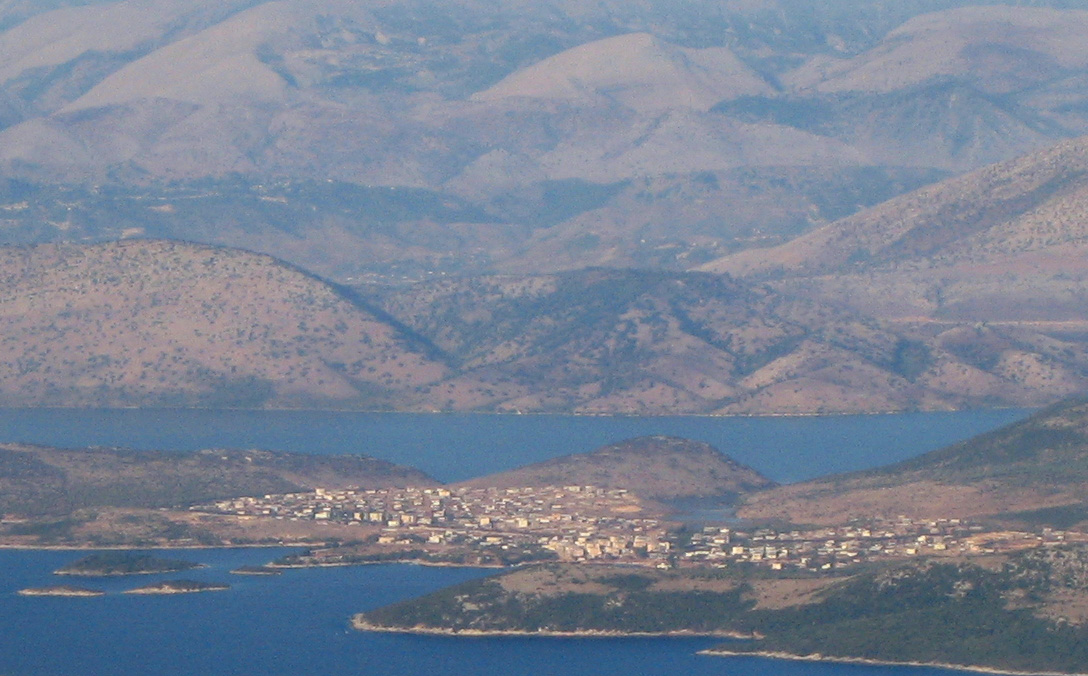
Le lac de Butrint et le village de Ksamil au sud de Sarandë vus de l'île grecque de Corfou